# Bahnhof Göltzschtalbrücke
Der Bahnhof Göltzschtalbrücke ist ein heute aufgelassener Bahnhof in Sachsen. Der Bahnhof zählte zwar zum Gebiet der Stadt Netzschkau, lag aber auch mit auf den Fluren von Obermylau und Mylau. Er diente der Verkehrserschließung von Mylau. Namensgeber des Bahnhofs war die Göltzschtalbrücke.

## Geschichte

### Bahnhofsnamen
Der Bahnhof trug im Laufe der Geschichte folgende Namen:
- bis 30. September 1903: Mylau Haltestelle
- bis 30. Juni 1911: Bahnhof Göltzschtalbrücke
- seit 1. Juli 1911: Göltzschtalbrücke

### Betrieb
Eröffnet wurde die Station als Haltestelle Mylau am 1. Mai 1895 zusammen mit der Bahnstrecke Reichenbach–Göltzschtalbrücke. Ab 1901 fanden Bauarbeiten für die Bahnstrecke Lengenfeld–Göltzschtalbrücke statt, in diesem Zusammenhang wurde auch die Haltestelle Mylau umfassend erweitert. Mit der Eröffnung des ersten Teilstücks bis Weißensand wurde die Station zum Bahnhof aufgewertet und in Göltzschtalbrücke umbenannt. Ursprünglich sollte noch eine Bahnstrecke nach Greiz gebaut werden, aufgrund des Ersten Weltkriegs kam dieses Vorhaben jedoch nicht mehr zur Ausführung. Der Bahnhof war im Personenverkehr kaum von Bedeutung, er diente vor allem dem Güterverkehr.
Im Spätsommer 1937 überfuhren neun Güterwagen, die sich in Lengenfeld bei Rangierarbeiten selbstständig gemacht hatten, den Prellbock des Ausziehgleises und stürzten in die Flussaue der Göltzsch. Während eines Julihochwassers 1954 wurden große Teile des Bahnhofs überschwemmt und zahlreiche Gleise von der Strömung mitgerissen.
Der Personenverkehr wurde am 15. Dezember 1957 zwischen Weißensand und Reichenbach (Vogtl) ob Bf eingestellt. Der Güterverkehr nach Mühlwand wurde am 1. Juni 1967 und nach Reichenbach (Vogtl) unt Bf am 26. September 1970 aufgegeben. Allerdings fanden noch vereinzelt Bedienfahrten zu einem im Bahnhofsgelände gelegenen Anschlussgleis statt. Bis 1971 wurden im Bahnhof Wagen abgestellt.
1999 wurden im ehemaligen Bahnhofsgelände ein kurzes Stück Bahnsteig aufgeschüttet, eine Rangierlokomotive der Baureihe V 15 aufgestellt und eine hölzerne Wartehalle aus Reichenbach aufgestellt. Bereits im Jahr 2000 wurden die Einrichtungen wieder entfernt.

## Anlagen
Zunächst waren nur eine Wartehalle, ein Güterschuppen und ein Beamtenwohnhaus vorhanden. Erst mit dem Streckenbau nach Lengenfeld wurde ein dreigeschossiges Empfangsgebäude in Ziegelbauweise, gleich dem des Bahnhofs Mylau, errichtet. Im Erdgeschoss waren der Gepäck- und Warteraum und verschiedene Diensträume untergebracht, im Obergeschoss wohnten mehrere Eisenbahner.
Der Güterverkehr konnte außer über den Güterschuppen auch über eine Seitenladerampe oder die Ladestraße abgewickelt werden. Am Gleis der Seitenrampe war eine Segmentdrehscheibe verbaut, da der Platz nicht für eine Weichenverbindung ausreichte. Zum Bahnhof gehörten darüber hinaus zwei Gleisanschlüsse, ein Lademaß und eine Brückenwaage.
Der 100 m lange Inselbahnsteig mit zwei Bahnsteigkanten war nur durch eine Unterführung zu erreichen.
Später wurde noch ein Lokschuppen für eine hier stationierte Kleinlok errichtet.
In den 1920er Jahren waren sieben Gleise vorhanden und 19 Weichen, davon zwei Doppelkreuzungsweichen verbaut. Das Ziehgleis des Bahnhofs reichte bis unter die Göltzschtalbrücke. Wenn die Bahnstrecke nach Greiz gebaut worden wäre, hätte man den Bahnhof sogar bis auf 10 Gleise erweitern wollen.
Ende der 1950er Jahre wurde in Mylau, der nächsten Station, die Bahnstrecke aus Lengenfeld mithilfe einer Weiche direkt angebunden und das Streckengleis der Lengenfelder Strecke, welches vorher bis zum Bahnhof Göltzschtalbrücke parallel zu dem der Strecke von Reichenbach verlief, wurde abgebaut. Mitte der 1960er Jahre waren im Bahnhof bereits zahlreiche Gleise und Weichen entfernt worden.

## Bilder

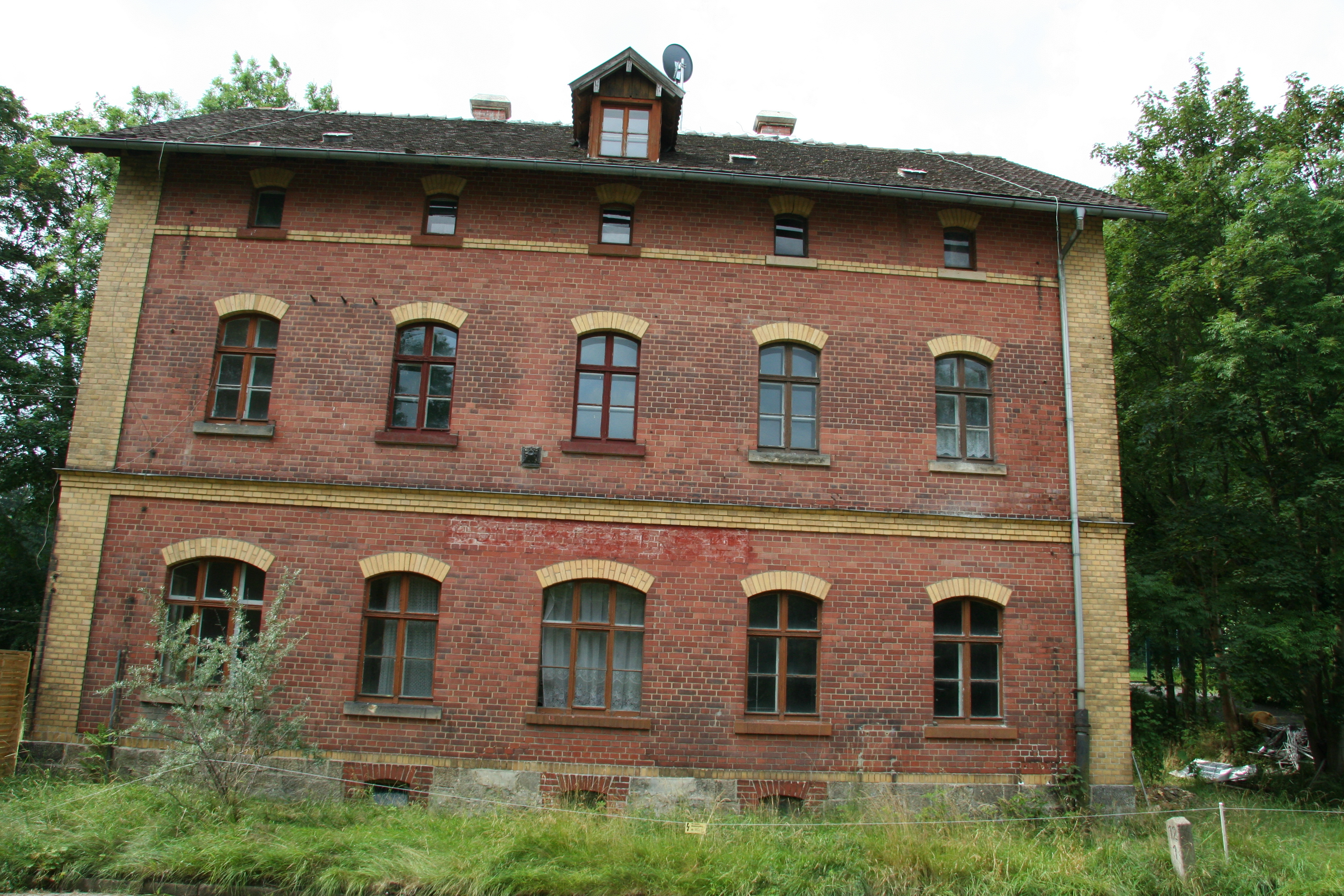
Bahnhof Göltzschtalbrücke, Empfangsgebäude (2017)
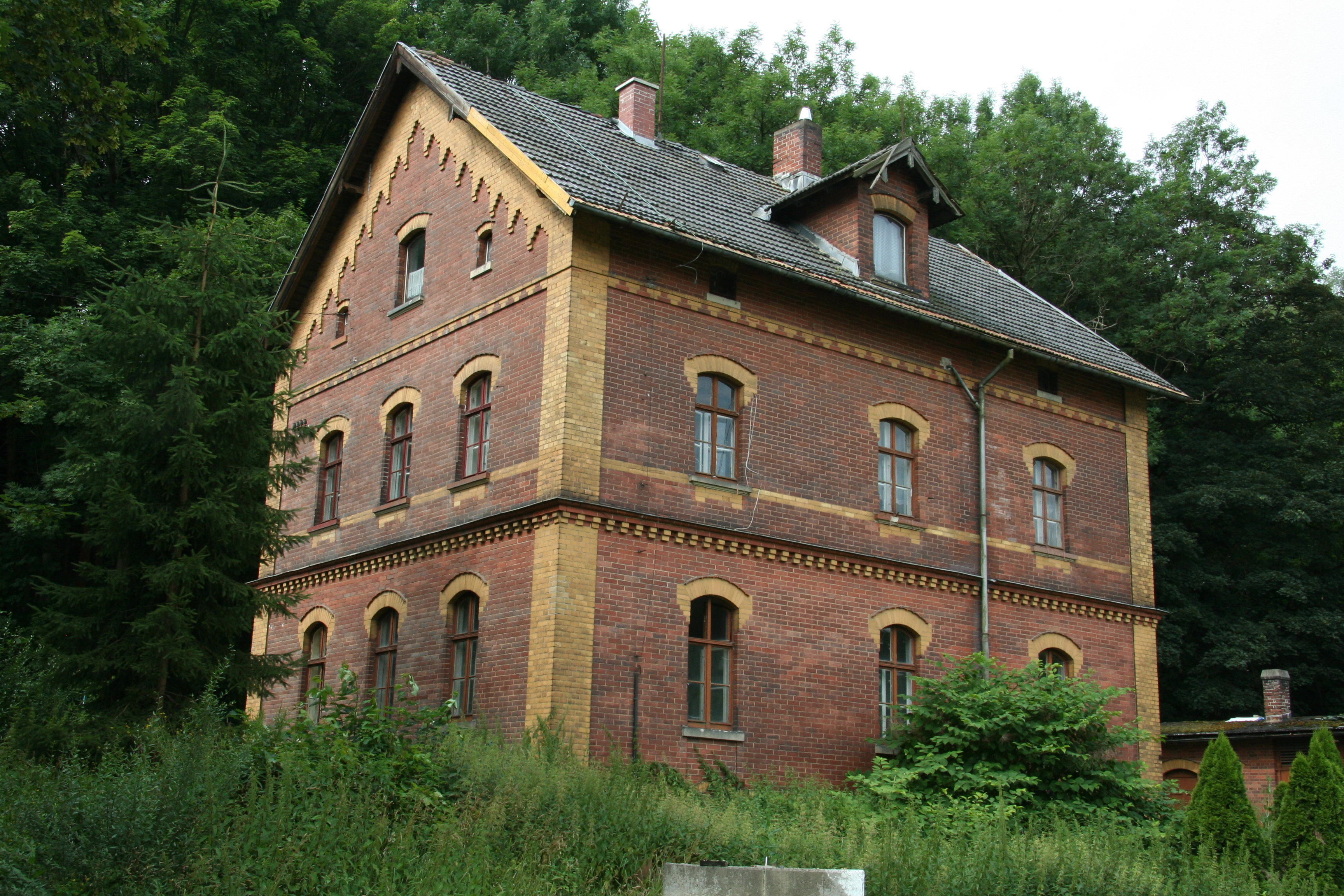
Bahnhof Göltzschtalbrücke, Bahnmeisterei (2017)
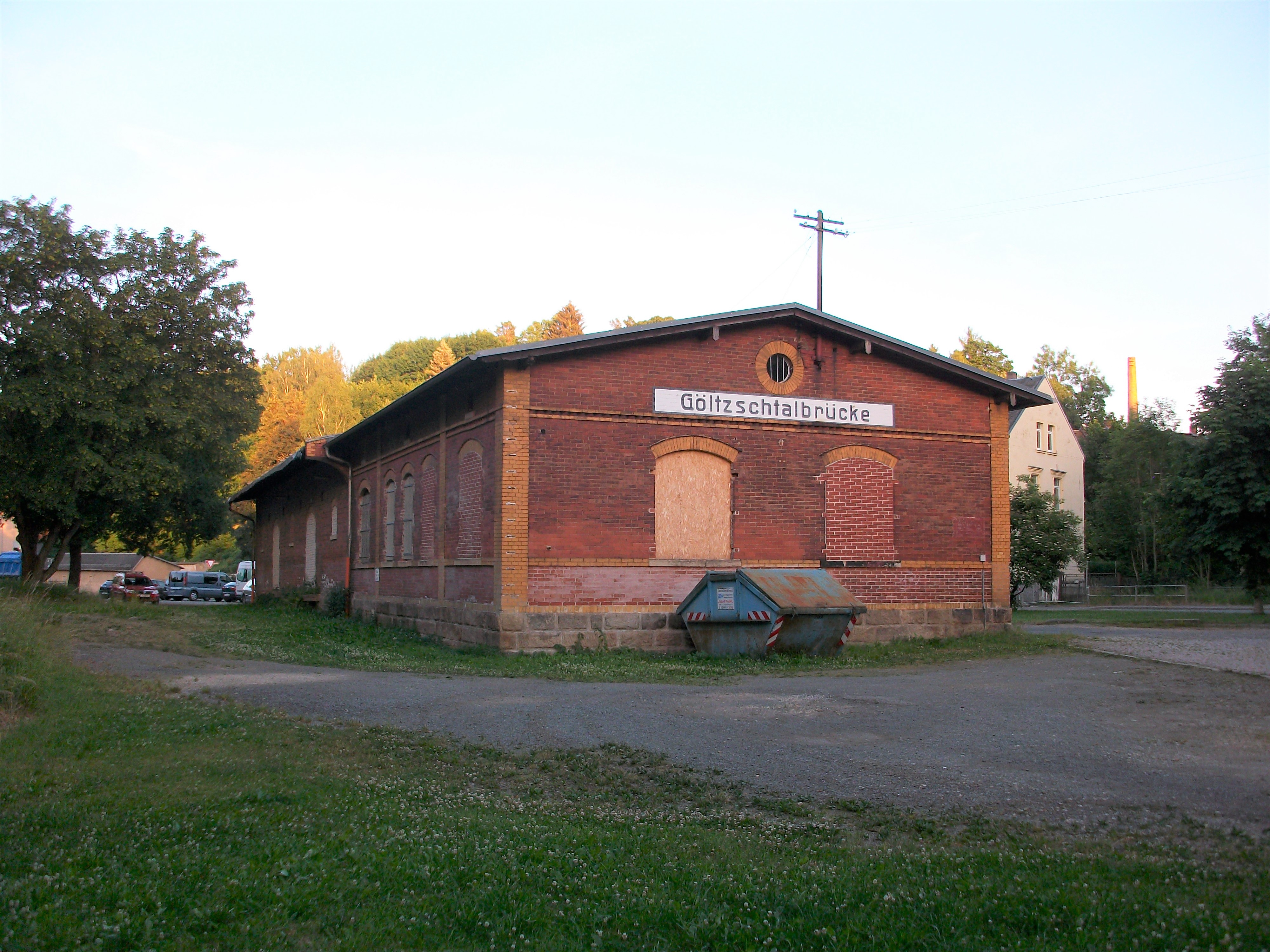
Bahnhof Göltzschtalbrücke, Güterschuppen (2017)
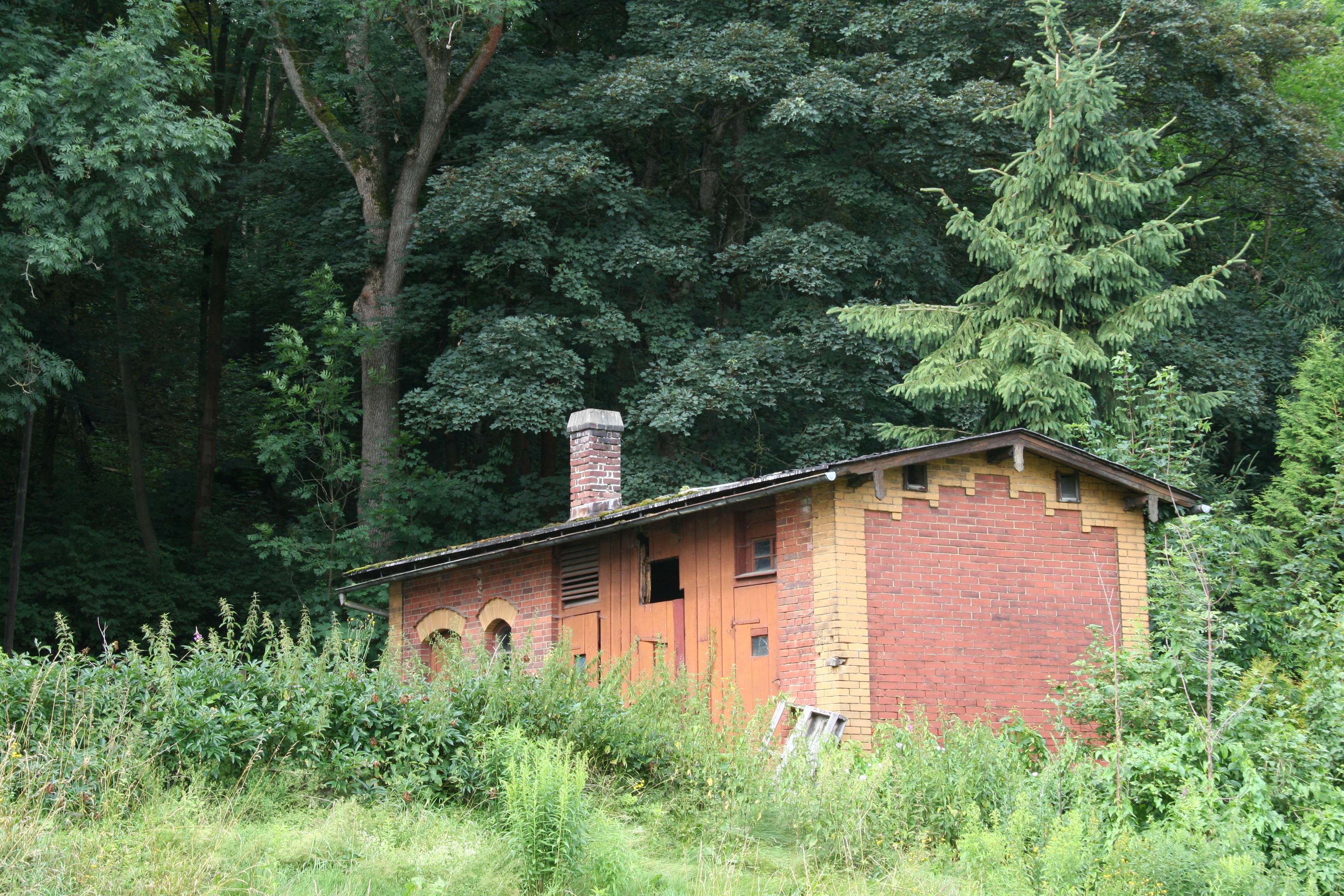
Bahnhof Göltzschtalbrücke, Wirtschaftsgebäude (2017)